# Roger Plaxton
Hayward Alan Roger „Rod” Plaxton (Kanada, Ontario, Perry Sound, 1904. június 2. – Toronto, 1963. december 20.) olimpiai bajnok kanadai jégkorongozó.
Részt vett az 1928-as téli olimpián, mint a kanadai válogatott támadója. A kanadaiaknak nem kell csoportkört játszaniuk, hanem egyből a négyes döntőből indultak. A támadók összesen 38 gólt ütöttek 3 mérkőzésen és 1-et sem kaptak. Svájcot 13–0-ra, a briteket 14–0-ra, végül a svédeket 11–0-ra verték és így olimpiai bajnokok lettek. Ez az olimpia világbajnokságnak is számított, ezért világbajnokok is lettek. 3 mérkőzésen játszott és nem ütött gólt.
Ez a kanadai válogatott valójában egy egyetemi csapat volt, a University of Toronto csapata, amely amatőr, egyetemi hallgatókból állt. 1927-ben megnyerték az Allan-kupát, amiért a kanadai senior amatőr csapatok versengenek. Ezzel a győzelemmel kiérdemelték a helyet az olimpián. Ő nem volt csapattag, hanem az unokatestvére, Hugh Plaxton akarta, hogy mehessen az olimpiára. A két unokatestvérével együtt (a másik Herbert Plaxton) lett olimpiai bajnok.
A civil foglalkozása jelzálog-kezelő volt.